# Alex van Gelder
Pour les articles homonymes, voir van Gelder.
 (juin 2025).
Motif : l'utilisateur qui a apposé ce bandeau n'a pas précisé le motif de la pose.
- Archive Wikiwix
- Bing
- Cairn
- DuckDuckGo
- E. Universalis
- Gallica
- Google
- G. Books
- G. News
- G. Scholar
- Persée
- Qwant
- (zh) Baidu
- (ru) Yandex
- (wd) trouver des œuvres sur Wikidata

| 1. | Préciser le motif de la pose du bandeau. | Précisez le motif de la pose du bandeau en utilisant la syntaxe suivante : {{admissibilité à vérifier\|date=août 2025\|motif=remplacez ce texte par le motif}}                       |
| 2. | Informer les utilisateurs concernés.     | Pensez à avertir le créateur de l'article, par exemple, en insérant le code ci-dessous sur sa page de discussion : {{subst:avertissement admissibilité à vérifier\|Alex van Gelder}} |

 (juin 2025).
 (juin 2025).
 (juin 2025).
La mise en forme du texte ne suit pas les recommandations de Wikipédia : il faut le « wikifier ».
Les points d'amélioration suivants sont les cas les plus fréquents :
- Les titres sont pré-formatés par le logiciel. Ils ne sont ni en capitales, ni en gras.
- Le texte ne doit pas être écrit en capitales (les noms de famille non plus), ni en gras, ni en italique, ni en « petit »…
- Le gras n'est utilisé que pour surligner le titre de l'article dans l'introduction, une seule fois.
- L'italique est rarement utilisé : mots en langue étrangère, titres d'œuvres, noms de bateaux, etc.
- Les citations ne sont pas en italique mais en corps de texte normal. Elles sont entourées par des guillemets français : « et ».
- Les listes à puces sont à éviter, des paragraphes rédigés étant largement préférés. Les tableaux sont à réserver à la présentation de données structurées (résultats, etc.).
- Les appels de note de bas de page (petits chiffres en exposant, introduits par l'outil «  Source ») sont à placer entre la fin de phrase et le point final[comme ça].
- Les liens internes (vers d'autres articles de Wikipédia) sont à choisir avec parcimonie. Créez des liens vers des articles approfondissant le sujet. Les termes génériques sans rapport avec le sujet sont à éviter, ainsi que les répétitions de liens vers un même terme.
- Les liens externes sont à placer uniquement dans une section « Liens externes », à la fin de l'article. Ces liens sont à choisir avec parcimonie suivant les règles définies. Si un lien sert de source à l'article, son insertion dans le texte est à faire par les notes de bas de page.
- La présentation des références doit suivre les conventions bibliographiques. Il est recommandé d'utiliser les modèles {{Ouvrage}}, {{Chapitre}}, {{Article}}, {{Lien web}} et/ou {{Bibliographie}}. Le mode d'édition visuel peut mettre en forme automatiquement les références.
- Insérer une infobox (cadre d'informations à droite) n'est pas obligatoire pour parachever la mise en page.

Pour une aide détaillée, merci de consulter Aide:Wikification.
Si vous pensez que ces points ont été résolus, vous pouvez retirer ce bandeau et améliorer la mise en forme d'un autre article.
Alex van Gelder, né en 1937 à Anvers, est un photographe et collectionneur d'art belge.

## Biographie
Issu d’une famille hollandaise, Alex van Gelder a grandi au Pays de Galles avant de s’installer au Bénin à 25 ans. Sa pratique photographique interroge l’espace trouble entre la vie et la mort et le rôle qu’y joue l’image photographique.
Des portraits de Louise Bourgeois dans les dernières années de sa vie (Mumbling beauty) à ceux de têtes d’animaux coupées au sortir des abattoirs (Meat Portraits) il se confronte sans retenue à l’âme et au corps de ses sujets pour en fixer l’inévitable disparition.
Ces obsessions le poursuivent comme collectionneur d’art contemporain et traditionnel, notamment à travers une collection de portraits africain du XX siècle.

## Expositions et publications
- 2005 - Leben und Tod in Benin, Fotomuseum Winterthur, Switzerland Life and Afterlife in Bénin, publication, ed. Phaidon Press, London, England.
- 2007 - Videos, Antipodes07, le Quartz, Brest, France.
- 2008 - Headshots, Galerie Praz Delavallade (Samy Abraham) Paris, France.
- 2009 - OUTLET, Paris-photo09, Galerie du jour Agnès B, Paris, France.
- 2011 - Armed forces, publication of portraits of Louise Bourgeois, ed, Ediciones Poligrafa, Spain[1].
- 2011 - Armed Forces, Hauser & Wirth Gallery, Zurich, Swizerland[2].
- 2011 - TRA, Armed Forces, Biennale of Venice, Palazzo Fortuny, Italy.
- 2012 - Line of Inquiry, Cheim & Read Gallery, New-York.
- 2014 - Meat Portrait, Hauser & Wirth Gallery, London, England.
- 2015 - Mumbling Beauty, publication, Thames & Hudson, New-York[3].
- 2016 - Turning Inwards: Louise Bourgeois, Mumbling Beauty by Alex Van Gelder, Hauser & Wirth Gallery, Somerest, England[4].
- 2018 - Intimate Portraits, Louise Bouregois, publication in author, New-York.
- 2019 - Insomnia Drawings, Louise Bourgeois, Beyeler Foundation, Basel, Switzerland.
- 2022 - Exhibition and publication, Musée de la Mode, Anvers, Belgique.
- 2023 - Collections photographiques Antoine de Galbert, Musée de Grenoble, France.
- 2023 - Personnal Exhibition, Museum Morsbroich, Germany.
- 2024 - Galleria  Edizioni Periferia, «Animali, Luigi Zuccheri e compagni», Lucerne, Suisse.